# ペルフレナペント
ペルフレナペント(英名:Perflenapent) (INN/USAN), または ペルフルオロペンタン(英名:perfluoropentane) (PFP)はフルオロカーボンである。加圧式定量吸入器のための推進剤; マイクロバブル 超音波造影剤の気体核; と閉塞療法でのナノメートルの液滴からナノメートルの大きさのマイクロバブル(音響液滴蒸発)への変換を含む複数の医療用途がある。